# 5185 Alerossi
5185 Alerossi è un asteroide della fascia principale del diametro medio di circa 12,86 km. Scoperto nel 1990, presenta un'orbita caratterizzata da un semiasse maggiore pari a 2,6773387 UA e da un'eccentricità di 0,0817960, inclinata di 8,38168° rispetto all'eclittica.